# Castello di Narin
Il Narin Qal'eh (In Persiano: نارین قلعه) o Castello di Narin è un forte o castello in mattoni di fango nella città di Meybod in Iran. Strutture come queste hanno costituito la roccaforte del governo in alcune delle più grandi città (pre-islamiche) del centro dell'Iran. Alcuni di questi castelli incorporano mattoni di fango del periodo Medio e delle dinastie achemenide e sasanide.
Il castello Narin di Meybod è l'opera storica e antica più famosa della città di Meybod. Questo forte è anche conosciuto come il vecchio forte. Questo spettacolare castello con un'età di circa 4000 anni a.C. è la cittadella governativa più antica del mondo. Inoltre, il Castello di Narin è il più grande edificio di mattoni e fango rimasto dall'antichità in tutto il mondo.

## Il castello

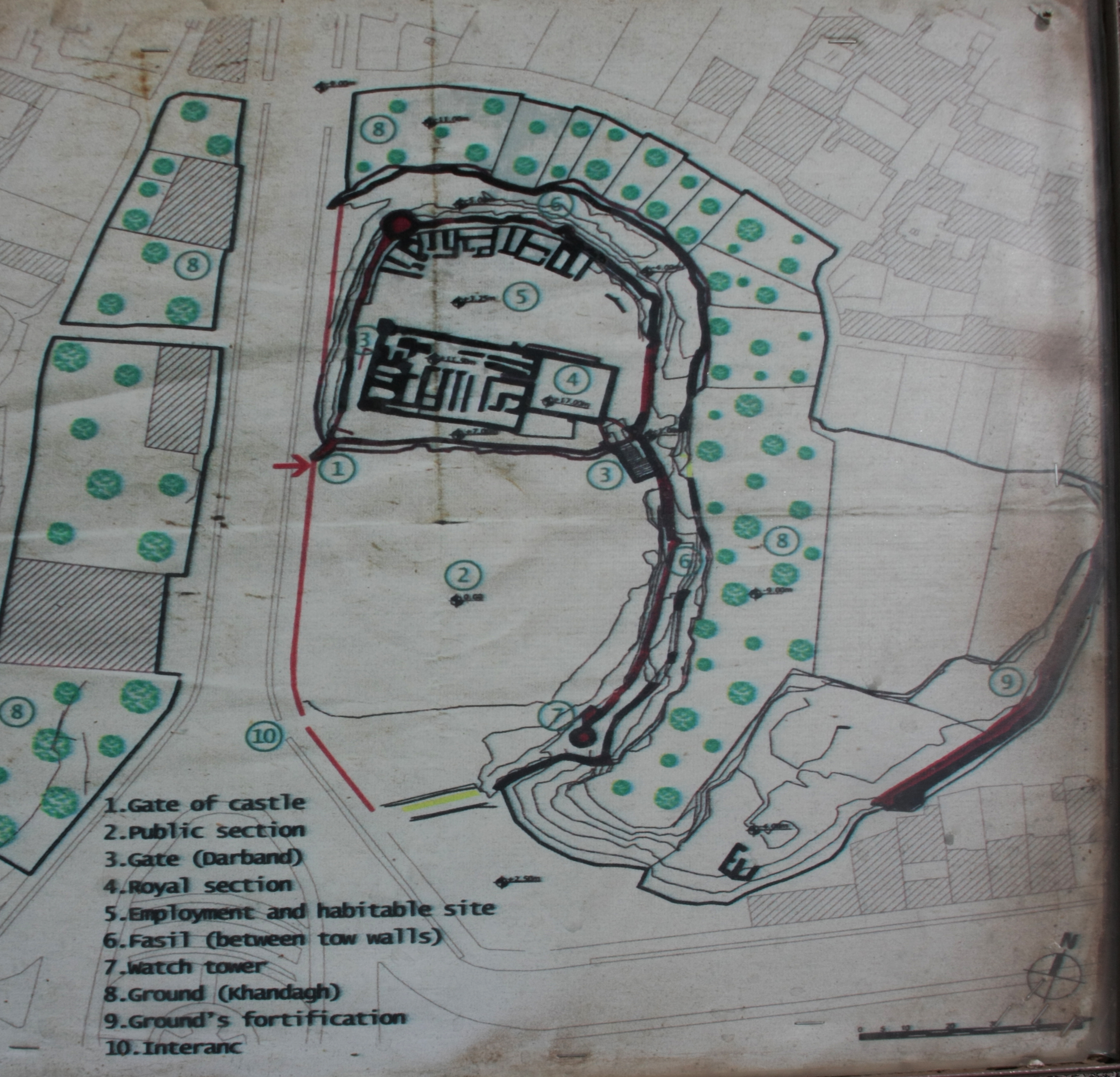
Mappa del castello

Le rovine della struttura sorgono a 40 metri di altezza dalla base. Anche se costruito circa 2.000 anni fa, contiene quello che sembra essere un tipo di sistema idraulico fatto di malta (sāruj), costruito nelle sue mura massicce. È inoltre particolarmente simile nel design al palazzo Ali Qapu di Isfahan; ha un'alta terrazza in cima alla struttura il cui accesso è consentito da due scale elicoidali (le cui pareti hanno ceduto, rendendola inaccessibile). La struttura dispone anche di una grande camera sotterranea (riempita ora da macerie), forse una prigione. Quattro torri circondano l'intero complesso, e un grande cancello arreda l'accesso a un ampio cortile. La struttura sembra essere stata vittima di numerosi terremoti nel corso dei secoli.
Alcuni credono che i castelli di Nārīn discendano da antichi templi del fuoco; alcuni dei castelli di Nārīn e Meybod, nella provincia di Yazd, sono anche chiamati castelli nareng (castelli arancioni), una possibile etimologia popolare. Il castello di Meybod è attualmente in fase di studio.
Tra le rovine del castello rimane una discarica locale, e ciò che è ancora più deprimente è che l'Iran contiene migliaia di strutture simili, in disfacimento.
Anche se ci sono alcuni mattoni dal periodo Medio, ci sono voci secondo cui questo castello fu costruito 7000 anni fa circa, questo edificio (o città) a differenza di tutti gli altri (per es: Susa) è stato costruito come una vecchia città in 3 piani diversi, al pian terreno si vedrà la gente comune, poi la parte commerciale e degli affari e quindi la zona reale, tranne la parte militare sul tetto per il pattugliamento e il controllo a grandi distanze. Non c'è invece alcuna sezione religiosa.
Anche se tutte le porte esterne sono state distrutte, la parte interiore del castello esiste ancora. È ancora possibile vedere alcune delle pareti esterne.

## Galleria d'immagini

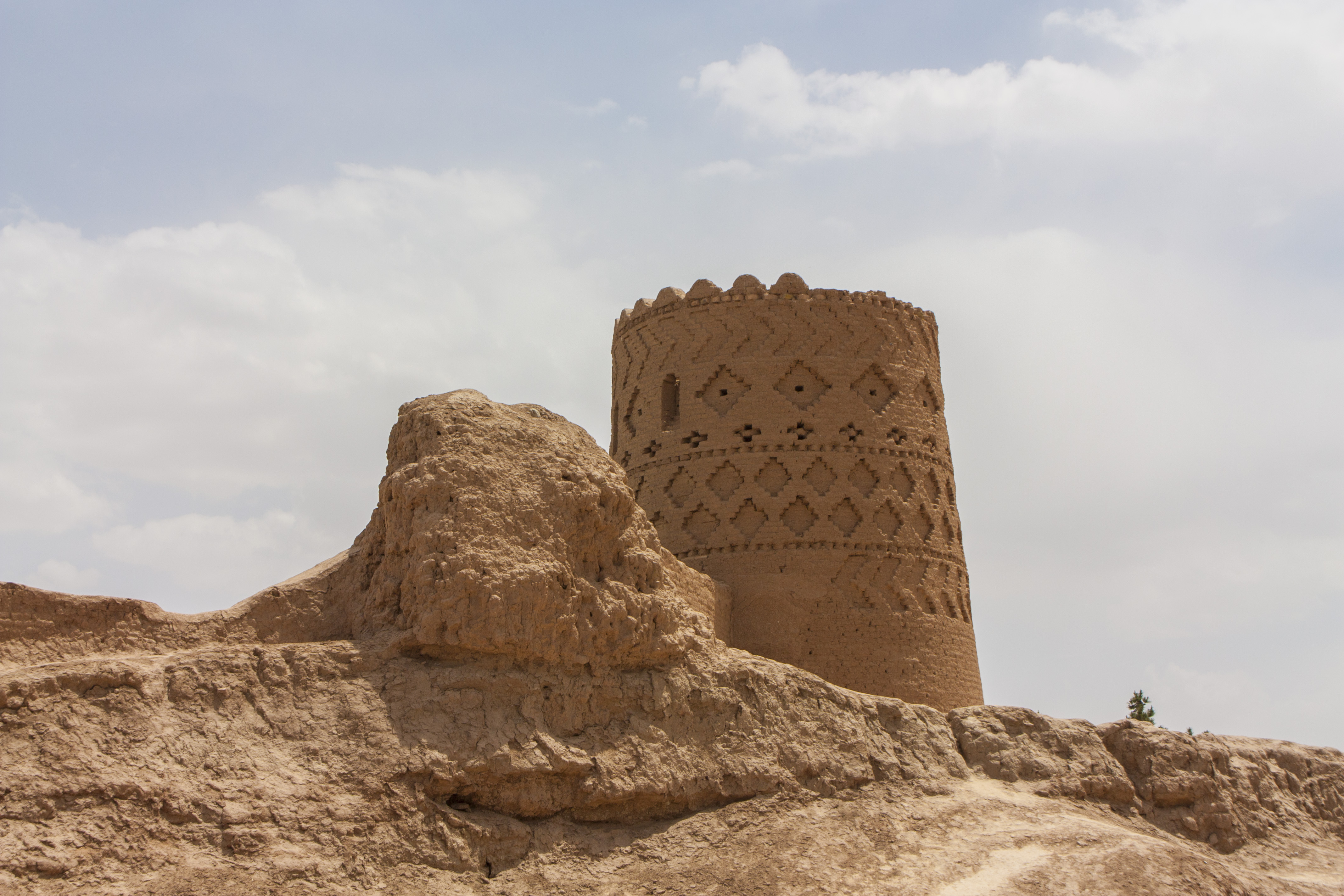
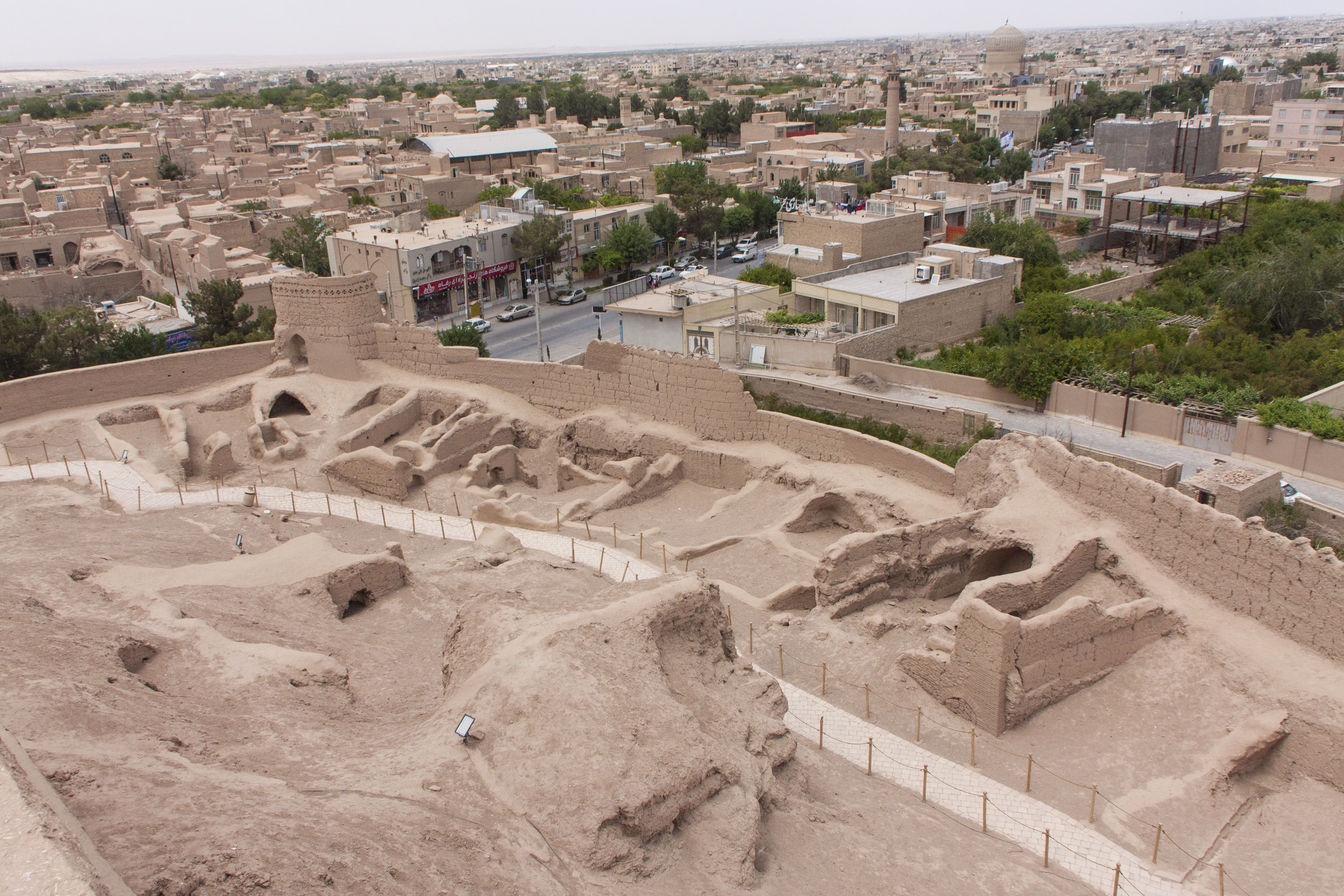
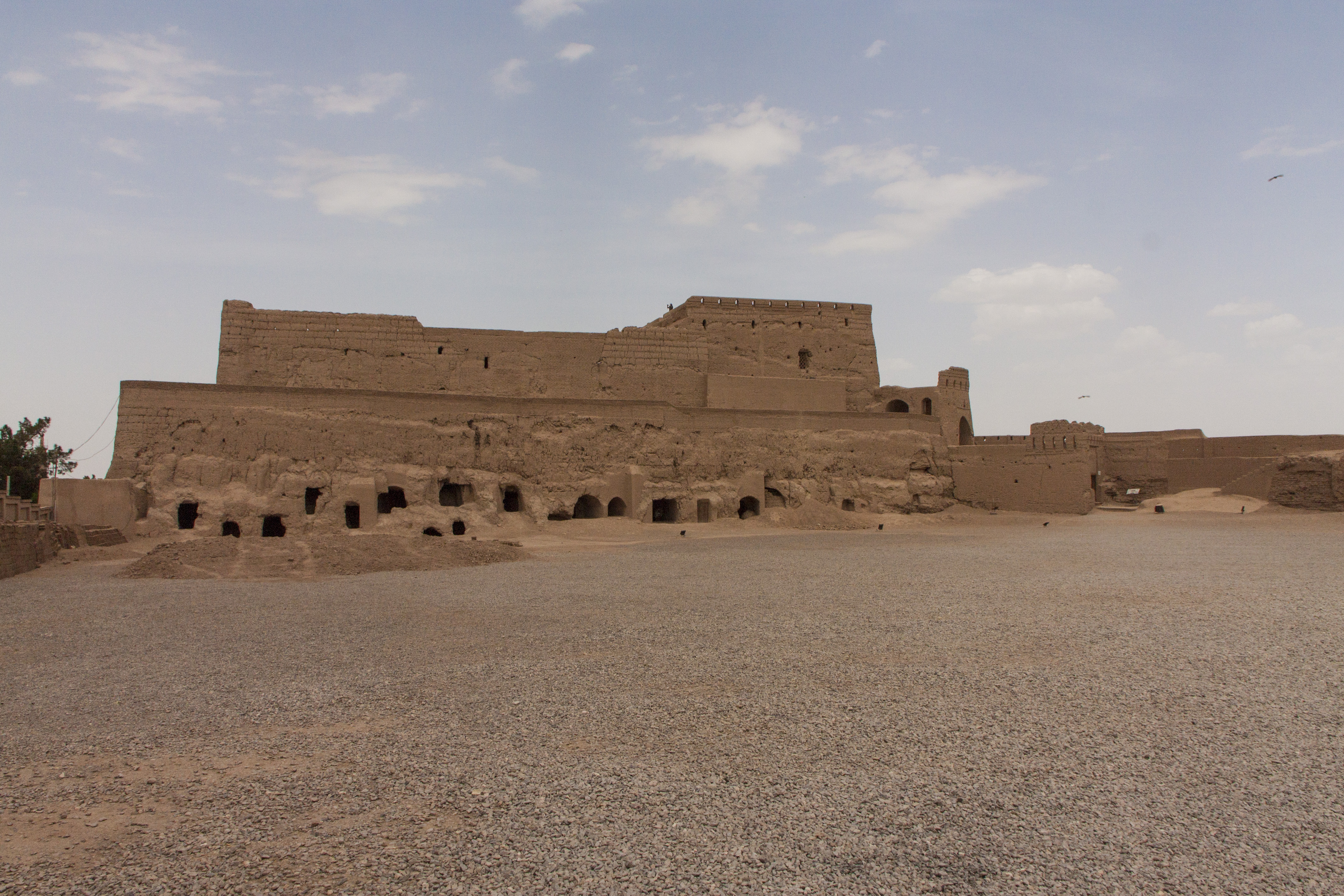
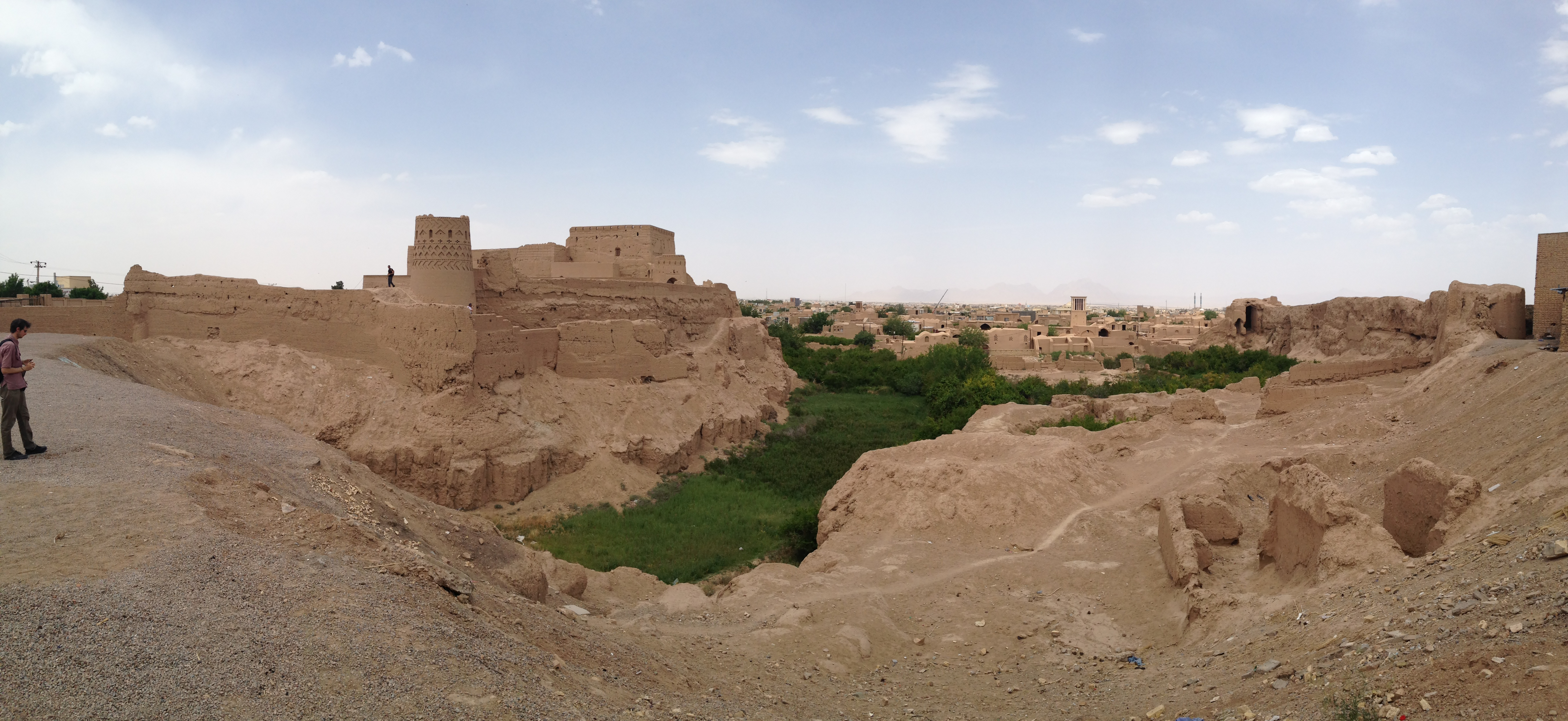
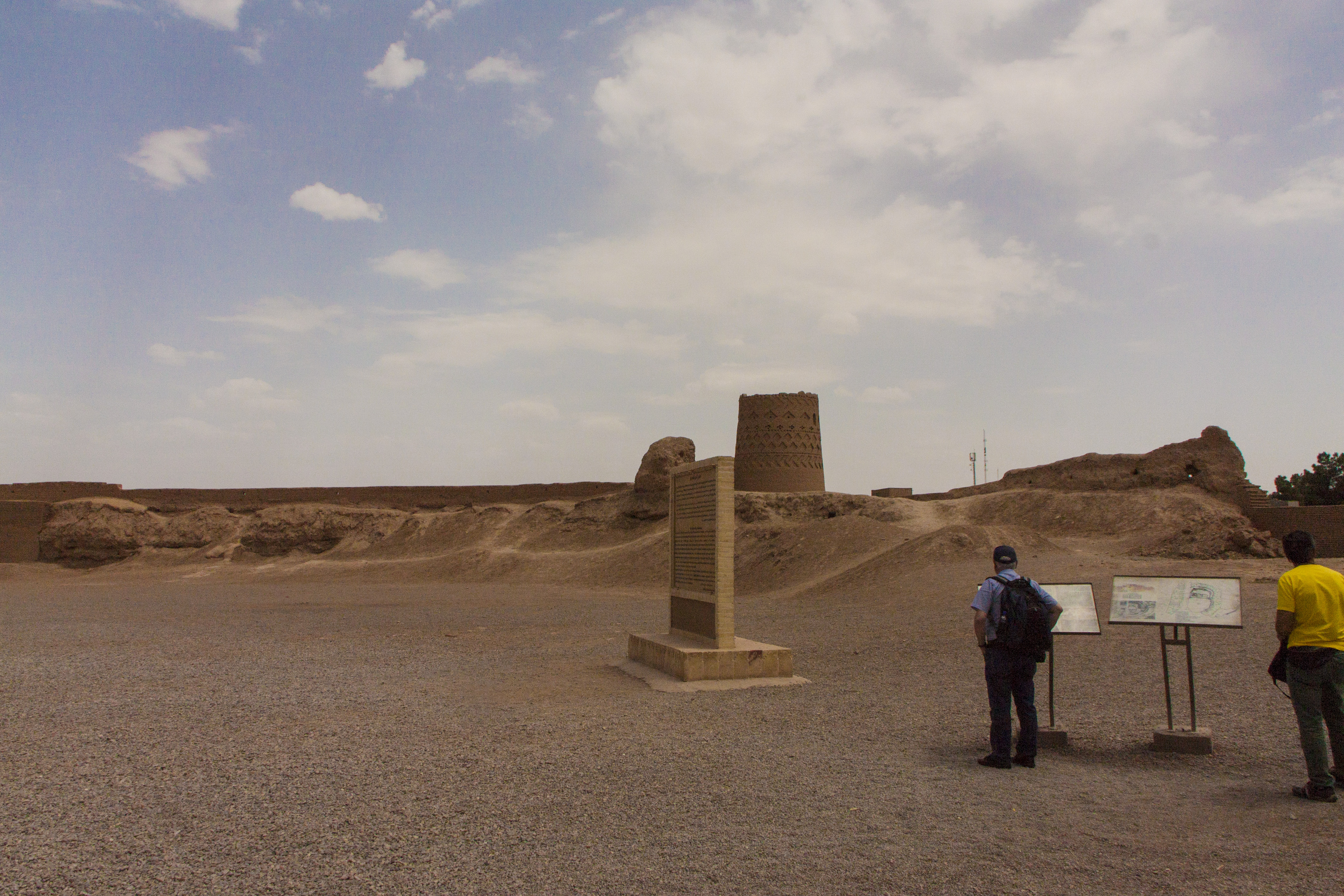
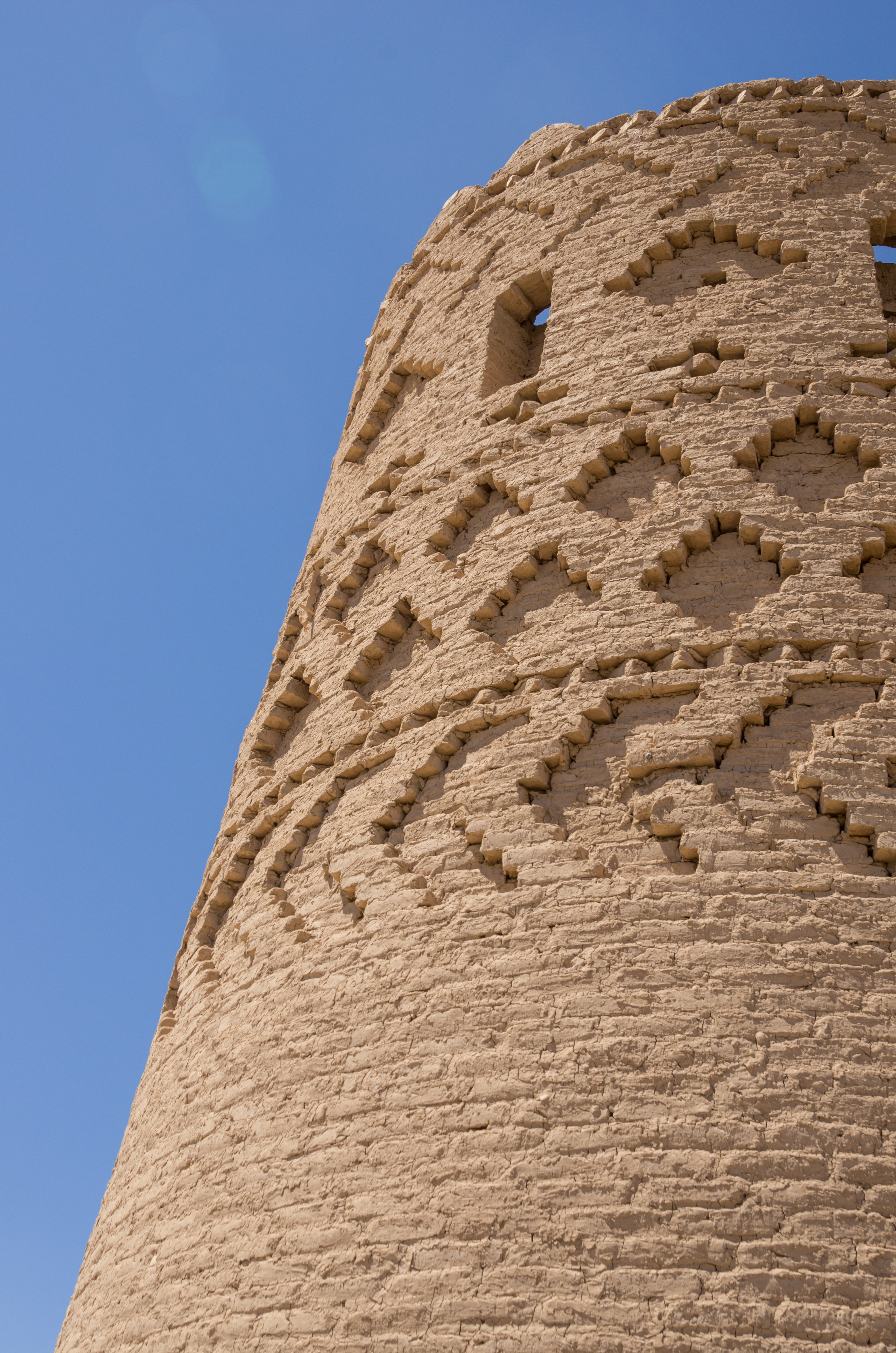